# Cézac (Lot)
Cézac é uma comuna francesa na região administrativa de Occitânia, no departamento de Lot. Estende-se por uma área de 17,34 km². Em 2010 a comuna tinha 170 habitantes (densidade: 9,8 hab./km²).